# Rowland Wolfe
Rowland Wolfe (n. 8 octombrie 1914, Dallas, Texas, SUA – d. 14 ianuarie 2010, Conroe⁠(d), Texas, SUA) a fost un gimnast artistic ce a reprezentat Statele Unite ale Americii, medaliat olimpic. A participat la o ediție a Jocurilor Olimpice (1932) în care a câștigat o medalie de aur.

## Participări
Lista de mai jos prezintă principalele competiții la care a participat Rowland Wolfe de-a lungul carierei.
- gymnastics at the 1932 Summer Olympics – men's tumbling[*]